# Julie Hayden (editora)
Julie Hayden (1938 - 14 de septiembre de 1981) fue una escritora de cuentos de Estados Unidos, que también trabajó como redactora en la revista The New Yorker. En 1976, Viking Press publicó su única colección de cuentos cortos, The Lists of the Past, traducido al español como Las listas del pasado. «Day-Old Baby Rats» (traducido como «Ratas bebés de un día de vida») es uno de sus cuentos más conocidos, porque fue elegido y leído por Lorrie Moore, también de la revista New Yorker, junto con la editora Deborah Tresiman. Cheryl Strayed eligió Las listas del pasado para republicarla por medio de la editorial Pharos Editions fuera de Seattle, y se volvió a editar en mayo de 2014. Antes de esto, el libro estaba descatalogado y sus ediciones eran difíciles de conseguir, aún a precios elevados. En 2022, la editorial española Muñeca Infinita publicó Las listas del pasado por primera vez en español, con una traducción de Inés Garland.

## Biografía
Hayden fue la hija de Phyllis McGinley (1905-1978), una escritora y poeta ganadora del premio Pulitzer, y de su marido Charles L. Hayden, un empleado de una compañía telefónica y pianista de jazz, que falleció en 1927. También tuvieron otra hija, Patricia.
Nació en el pueblo de Larchmont, a casi 30 km de Midtown Manhattan y recibió educación en el Convent of the Sacred Heart, un colegio privado para niñas en Greenwich, y en el Radcliffe College, de donde se graduó cum laude en 1961, con un título de grado en Inglés. Existen testimonios que describen a Hayden como una niña asustadiza, pero obsesionada con la naturaleza.
En 1966 comenzó a formar parte de la nómina de empleados de The New Yorker y trabajó como editora de noticias durante quince años, hasta su muerte. En este tiempo, publicó diez cuentos en la revista, que figuraron en Las listas del pasado. Luego de que se publique su libro en 1976, se le diagnosticó cáncer de mama, por lo que el declive de su estado de salud y su alcoholismo fueron la causa de que no haya escrito más. 
Falleció de cáncer a los 42 años, en el hospital presbiteriano de Nueva York. El número de la New Yorker que salió el día de su muerte, el 14 de septiembre de 1981, contiene su último texto, una descripción de los jardines de la iglesia de St. Luke in the Fields, donde se llevó a cabo su funeral.

## Las listas del pasado
En 2022, la editorial española Muñeca Infinita editó el libro en español, con la traducción de Inés Garland. La obra cuenta con un prólogo de Kirk Walsh, que resume su biografía, y se divide en dos partes: «Vidas breves» y «Las listas del pasado», cada una con seis cuentos. En esta primera parte, se tocan temas como la soledad de las personas que no se casaron, la naturaleza, la muerte, las visitas y lo transitorio. Aquí se encuentra el cuento que había elegido Lorrie Moore para su lectura en la radio: «Ratas bebés de un día de vida», que describe el dolor de una mujer que camina por Nueva York abstraída de su alrededor. En la segunda parte, el tema predominante se vuelve la muerte y las pérdidas familiares. Si bien parecen cuentos separados, en realidad narran distintos estadios del último tiempo de vida de un hombre jubilado, que se dedica a sus plantas.
La prosa de Hayden fue comparada con la obra de Mary Robinson, e Inés Garland, la traductora, mencionó que son cuentos para leer varias veces. También se comparó su estilo de escritura con la jardinería, por el cuidado puesto en la selección léxica. Por otra parte, fue definido como «una gema literaria».